# Adoption i Sverige
Se även Adoption (olika betydelser)
Adoption i Sverige har varit en juridisk fråga för heterosexuella par sedan 1917, även om adoptioner förekom under skilda förhållanden redan tidigare. Man kan även adoptera som homosexuellt par (som ingått partnerskap) sedan 2003. Som ensamstående förälder är det också möjligt att adoptera, något som dock inte stöds av alla länder. Krav för att godkännas som adoptivförälder är att man bland annat har en stabil socioekonomisk situation, att man inte har en belastande historia vad gäller tung kriminalitet eller missbruk samt att man är fysiskt och psykiskt frisk.
Adoptionsinstitutet infördes i svensk lag 1917.
Sedan 1959 är alla adoptioner starka. Det innebär att de juridiska banden mellan adoptivbarnet och den biologiska släkten bryts och att adoptionen inte kan återkallas. År 1970 upphörde möjligheten att häva en adoption i annat fall än att den upphört på grund av en ny adoption. Däremot finns inget förbud mot fortsatta sociala kontakter. Två personer som vill adoptera måste inte vara gifta, utan kan även leva i ett samboförhållande. Sedan 2003 gäller att även samkönade par kan adoptera. Ensamstående får adoptera, men en person som är gift, har ingått partnerskap eller lever i ett samboförhållande kan inte ensam ansöka om adoption. Den som har fyllt tolv år får inte annat än i undantagsfall adopteras utan eget samtycke.
Kan ansökan om adoption i sak inte prövas ska ansökan avvisas enligt Göta hovrätts dom 1994-02-14 i mål nr Ö989-93.
Alla inhemska adoptioner av underåriga genomförs med stöd av socialtjänsten, som har att bedöma om adoptionen är förenlig med barnets bästa. Det formella beslutet fattas i tingsrätten.
Rätten skall pröva om det är lämpligt att adoptionen äger rum. Tillstånd får ges endast om adoptionen är till fördel för barnet samt sökanden har uppfostrat barnet eller vill uppfostra det eller det annars med hänsyn till det personliga förhållandet mellan sökanden och barnet finns särskild anledning till adoptionen. Vid bedömningen av om det är lämpligt att adoptionen äger rum skall rätten, även när barnets samtycke inte behövs, ta hänsyn till barnets vilja med beaktande av barnets ålder och mognad. Principen om barnets bästa återfinns i FN:s barnkonvention.
Ekonomisk ersättning mellan adoptanterna och de biologiska föräldrarna är förbjuden.
En adoption kan endast genomföras med vårdnadshavares samtycke. De barn som adopteras är de där modern (och/eller fadern) själva, i samband med förlossningen (eller tidigare) uttrycker en önskan att ge sitt barn en ny familj. Barn som vistas i familjehem kan bli adopterade av sina familjehemsföräldrar, om de biologiska föräldrarna lämnar sitt samtycke eller om socialtjänsten låtit familjehemsföräldrarna överta vårdnaden, (övervägande om detta skall enligt lag ske efter 3 års placering i familjehemmet). Om familjehemsföräldrarna är vårdnadshavare kan barnet/barnen adopteras utan de biologiska föräldrarnas medgivande.

## Närståendeadoption
Närståendeadoption är vanligast bland de nationella adoptionerna. Det innebär att en ny make/maka adopterar den andres barn från ett tidigare förhållande. Närståendeadoption avser dessutom enkönade pars barn efter insemination där den partner som inte föder barnet adopterar barnet efter barnets födsel.

## Internationell adoption
Internationella adoptioner startade på 1930-talet och gjorde en kraftig ökning på 1960-talet. Vid slutet av 1960-talet hade Socialstyrelsen ansvar för adoptionsförmedling och information om internationella adoptioner. Socialstyrelsen hade avtal om adoption med Grekland och Sydkorea. Samtidigt genomfördes privata adoptioner vid sidan av Socialstyrelsens ansvar. Under 1969 bildades de två föreningarna Adoptionscentrum och Indisk-svenska föreningen av föräldrar som tidigare hade adopterat och ville hjälpa andra föräldrar att adoptera. Men de hade inget ansvar för att förmedla adoptioner. Intresset för adoptioner ökade starkt under 1970-talet vilket ledde till att det blev kö och långa väntetider för att kunna adoptera ett barn. Det ledde till att många barn i stället adopterades via privatpersoner vid sidan av NIA:s reglerade verksamhet. Därför tillsattes 1977 en arbetsgrupp inom Socialdepartementet för att se över hur adoptionsverksamheten skulle organiseras. Med utgångspunkt i arbetsgruppens överväganden presenterade regeringen 1979 ett förslag till ny organisering av adoptioner. Regeringen föreslog att ideella organisationer skulle få rätt att sköta förmedlingsarbetet (auktoriseras) och statens roll (NIA) skulle bland annat vara att utöva tillsyn och att ansvara för information. Genom förslaget öppnades också en möjlighet för fler ideella organisationer att söka tillstånd för förmedling om de kunde förmedla adoptioner på ett ”sakkunnigt och omdömesgillt sätt, utan vinstintresse och med barnets bästa som främsta riktmärke”. Idag utgör de internationella adoptionerna en förmedlingsprocess där de blivande adoptivföräldrar behöver ansöka om medgivande via socialnämnden i kommunen. De så kallade adoptionssökande behöver parallellt bli medlemmar i en auktoriserad adoptionsorganisation som samarbetar med myndigheter och organisationer i barnens ursprungsländer, förmedlar sökandes ansökningar till utlandet och ger den hjälp som behövs för att en adoption ska kunna genomföras. Organisationerna informerar om vad som gäller i deras samarbetsländer och vilka länders krav som en sökande passar in på. Organisationen vägleder också genom adoptionsprocessen från sammanställning av ansökan tills adoptionen är genomförd.
Det finns idag över 60 000 internationellt adopterade individer i Sverige. Adoptionscentrum är idag den största svenska adoptionsförmedlaren, och organisationen har förmedlat över 25 000 internationella adoptioner sedan de grundades år 1969.
En del av de internationella adoptionerna är enskilda (ofta släktingbarn) dvs genomförs inte med hjälp av svensk auktoriserad adoptionsorganisation.
Sverige är det land i världen med flest adopterade barn per capita, 50 000 utlandsadoptioner på några decennier.
Tobias Hübinette släppte 2021 boken Adopterad - En bok om Sveriges sista rasdebatt. Hübinette spårar orsaken till det stora antalet adoptioner i Sverige till en debatt på 1960-talet. Till skillnad från andra västländer där det har varit privata aktörer, föreningar eller företag, som skötte adoptionsförmedling så var det i Sverige istället staten som gjorde det. Hela samhället engagerades i frågan som ett resultat av 1960-talets adoptionsdebatt, där det till slut var de antirasistiska argumenten som vann. Man tänkte sig att om man tog in en stor mängd barn som inte såg ut som svenskarna, i ett Sverige som 1960 var ganska homogent, då kunde svenskarna vänjas vid att det finns människor som inte ser ut som svenskarna själva, och att detta på sikt skulle utrota rasismen (eller "rasfördomarna" som det kallades då). Hübinette sade att på lång sikt var det ett projekt som inte hade med de adopterade själva att göra, och kanske inte ens med adoptivfamiljerna, utan mer handlade om social ingenjörskonst på en ideologisk nivå.

## Kritik
Transnationella och internationella adoptioner har blivit kritiserade för att spegla och reproducera ojämlika maktförhållandena mellan det s.k. politiska väst och länder i s.k. tredje världen. Detta åskådliggörs väl när man betraktar inter- och transnationella adoptioners riktning. Inter- och transnationella adoptioner är till allra största del enkelriktade, barn från tredje världen adopteras till föräldrar i det politiska väst. Denna riktning, menar forskare, är ett resultat av historiska och politiska händelser som kolonialism, kalla kriget, globalisering och ekonomisk ojämlikhet. De globalt ojämlika förhållanden som skapats mellan det politiska väst och tredje världen på grund av kolonialism, krig och globaliseringens ekonomi är alltså betydande för den nutida strukturen av inter- och transnationella adoptioner. I exempelvis Sydkorea vars adoptionsverksamhet omsätter 16 miljoner dollar per år genererar ett barn som adopteras utomlands fyra-fem gånger mer pengar än ett barn som adopteras av en familj i Sydkorea, vilket kan påverka adoptionsförmedlare och barnhems val av adoptivfamilj.
Vissa teoretiker menar att det koloniala och imperialistiska arvet återspeglas i roll- och maktfördelningen vid inter- och transnationella adoptioner, där invånaren i det politiska väst agerar konsument medan invånaren i tredje världen reduceras till producent. Ytterligare kritik mot inter- och transnationell adoption grundas i att majoriteten av de som ger upp sina barn för adoption inte blivit gravida med adoption i åtanke. Skälen för adoption är oftare avsaknad av exempelvis ekonomiska och sociala medel, bristande tillgång till preventionsmedel, abort eller rättslöshet inför myndigheter som gör det svårt eller omöjligt för förstaföräldern att behålla barnet. Mot bakgrund av att efterfrågan på barn är större än utbudet och att adoptioner omsätter stora summor förekommer det att adoptionsförmedlare söker upp utsatta förstaföräldrar i syfte att övertyga dem om adoption.
Det förekommer även att barn adopterats trots att samtyckte från förstaförälder saknats. År 2018 började chilenska myndigheter utreda 5000 fall av vad som misstänktes vara bortförande av barn och illegala adoptioner under 1970–1990-talet. Av dessa 5000 misstänka fall av illegala adoptioner rör 660 stycken Sverige. Det rör sig exempelvis om ensamstående mödrar som kontaktats av organisationer som uppgav sig syssla med stöd och utbildning, men som i själva verket sysslade med att förmedla illegala adoptioner där samtycke saknades. I utredningen av de illegala adoptionerna har det framkommit kopplingar mellan Adoptionscentrum och socialarbetare från Chile som aktivt sökte upp gravida eller nyblivna mödrar i marginaliserade områden. De flesta länder varifrån barn adopterats till Sverige har haft kända problem med förfalskning, babyfarming och att betalning/mutor har förekommit i olika delar av kedjan. Indonesien är ett land som stoppade adoptioner till Sverige redan på 1980-talet då svenska staten inte ansågs göra tillräckligt för att stoppa illegala adoptioner.
Tidigt 2000-tal uppdagades även att barn försvunnit och kidnappats i Hunan-provinsen, Kina. Flera av kidnappningarna begicks av statstjänstemän, delvis som åtgärd mot föräldrar som överträtt ettbarnspolitiken. Omkring 22 000 barn beräknas ha försvunnit på detta vis. År 2005 ställdes de misstänkta inför rätta, där framkom att barnen stulits i syfte att säljas för adoption. I Sverige samarbetade adoptionsförmedlare såsom Adoptionscentrum, Barnens vänner och FFIA med barnhem som var kunder till människohandelsligan i Kina. Myndigheten för familjerätt och föräldraskap kritiserades i samband med denna händelse. Kritiken grundades i att myndigheten undanhöll information från barn som drabbats av människohandelsligan i Kina. Myndigheten hade tillgång till rättegångsprotokoll från målet där namn framgick på fyra av de barn som sålts av människohandelsligan för att senare adopteras till Sverige, men valde att inte informera de drabbade. Myndigheten motiverade sitt beslut med att informationen kunde vara känslig för de adopterade och adoptivföräldrarna, trots att barn har rätt till kunskap om sitt ursprung enligt barnkonventionen.
Svenska myndigheter inledde inte någon granskning av svenska adoptionsförmedlare eller regelverket för dessa mot bakgrund av vare sig skandalen från Chile eller Kina. Detta trots att standard i Sverige är att närmare granskning av adoptionsärenden endast sker vid misstanke om uppenbara missförhållanden. Det är alltså inte allmän rutin att säkerställa att förstaföräldrar fått korrekt och fullständig information avseende adoptionen.
Andra exempel på länder där oegentligheter gällandes inter- och transnationella adoptioner har framförts är Rumänien, Haiti, Kambodja, Guatemala, Tahiti, Nepal, Nigeria, Indien och Liberia.[källa behövs]